# Equatore celeste

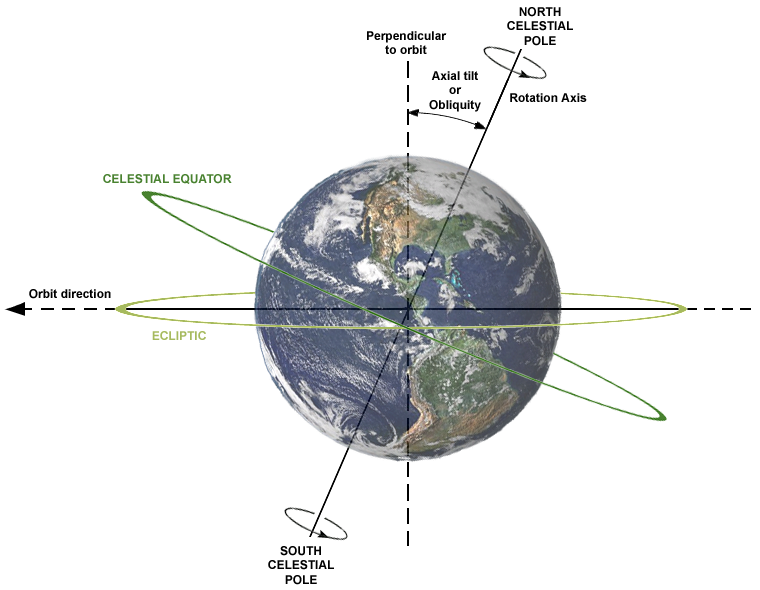
L'equatore celeste è inclinato di 23.5° circa rispetto al piano dell'eclittica, orizzontale in figura. L'immagine mostra le relazioni che intercorrono tra il piano orbitale della Terra e l'asse terrestre e la sua inclinazione.

L'equatore celeste è un cerchio massimo proiettato sull'immaginaria sfera celeste, che può essere costruito ingrandendo l'equatore terrestre finché non interseca la sfera celeste. È inclinato di circa 23° 27' rispetto al piano dell'eclittica, riflettendo l'uguale inclinazione dell'asse di rotazione terrestre.

## Descrizione
La conoscenza della posizione di questo cerchio è molto importante perché esso è il punto di riferimento principale per conoscere la posizione di una stella nella sfera celeste; infatti le coordinate che designano un astro sono: la declinazione δ e l'ascensione retta α; la prima indica la distanza dell'astro dall'equatore celeste e varia da 0° a 90° a partire dall'equatore stesso, con segno positivo (+) se si trova a Nord o segno negativo (-) se è posizionato a Sud; la seconda è misurata lungo la sua circonferenza, divisa in ore, minuti e secondi di tempo siderale da 0h a 24h a partire dal cerchio orario del punto equinoziale di primavera, detto anche punto gamma (γ) con un senso di rotazione antiorario.
È bene ricordare che giacendo sullo stesso piano dell'equatore terrestre le coordinate equatoriali sono indipendenti dalla rotazione della Terra, si comportano perciò come se fossero rigidamente fissate alla volta celeste.

Proiezione dell'equatore celeste e dell'eclittica sulla volta celeste

Se prendiamo come esempio le coordinate di Aldebaran (4 h 34 min; 16° 27') significa che il cerchio orario della stella dista 4 h e 34 min da quello equinoziale e il cerchio di declinazione è 16° e 27' a Nord dell'equatore, e questo è valido per qualsiasi osservatore, sia che si trovi a Sydney o a Madrid e resterà sempre lo stesso sia sei mesi fa o fra dieci anni.
Altri due punti importanti sull'equatore celeste sono il punto equinoziale di primavera, (20 - 21 marzo) quando il Sole passa dall'emisfero australe a quello boreale, detto così perché quando il nostro astro vi arriva è primavera; è chiamato anche primo punto d'Ariete perché anticamente si trovava nella costellazione dell'Ariete o punto gamma (γ) perché questa lettera è simile al simbolo stilizzato dell'Ariete; oggi per effetto della precessione degli equinozi si trova nella costellazione dei Pesci; e quello di quando circa sei mesi dopo il Sole discenderà dall'emisfero boreale a quello australe passando per un altro punto di intersezione chiamato punto equinoziale d'autunno o  primo punto della Bilancia, che oggi si trova nella costellazione della Vergine.
L'equatore celeste passa attraverso le seguenti costellazioni:
| - Pesci - Balena - Toro - Eridano - Orione | - Unicorno - Cane Minore - Idra - Sestante - Leone | - Vergine - Serpente - Ofiuco - Aquila - Aquario |